# クレメンス1世 (ローマ教皇)
クレメンス1世（ラテン語: Papa Clemens I）もしくはローマのクレメンス（ラテン語: Clemens Romanus, ギリシア語: Κλήμης Ρώμης, ? - 101年?）は、初代教会時代のローマ司教。のちにローマ教皇の第4代として列せられている（在位：91年? - 101年?）。英語名（Clement）からクレメントと呼ばれることもあり、また日本正教会では教会スラヴ語再建音からクリメントと転写される。
使徒教父の一人。カトリック教会、正教会、聖公会、ルーテル教会などで聖人。カトリック教会での記念日は11月23日。正教会での記憶日は12月8日（修正ユリウス暦では11月25日）。
正教会では神品致命者ロマの「パパ」クリメント（ロマの「パパ」＝ローマ教皇のこと、鉤括弧は原文ママ）として記憶される。

## 概説

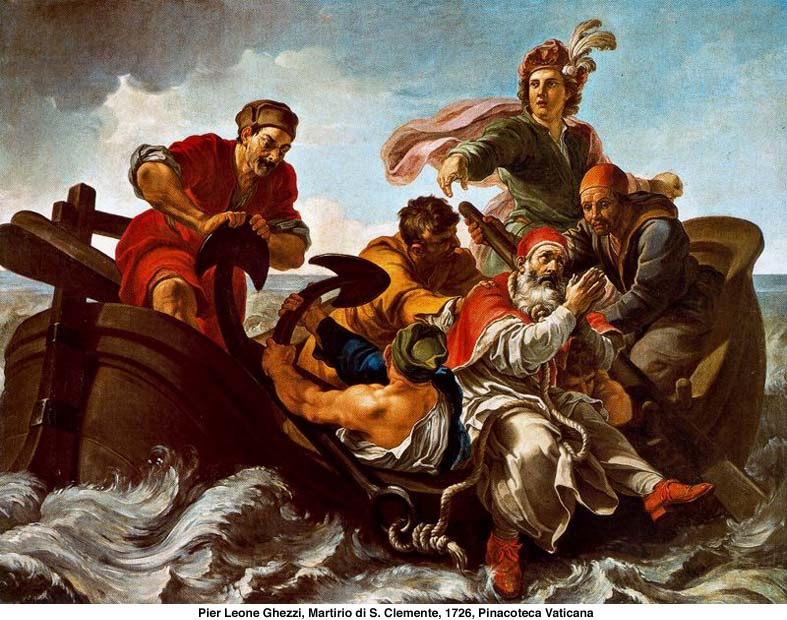
碇を結び付けられて海に沈められて殺されるクレメンス（1726年作、Pinacoteca Vaticana）

史実の裏づけはないが、伝承ではペトロを直接知る人物であり、パウロの書いた「フィリピの信徒への手紙」4:3に現れるクレメンスとは彼のことである、といわれてきた。
彼の手によるといわれる「クレメンスの第一の手紙」（96年）はコリントスの教会で起きたトラブルを仲裁しようとしたクレメンスの書簡である。カトリックを中心に、ここから諸教会の仲介役としてローマ司教が役割を果たしていたと考え、それが後の教皇制度の萌芽になっていくと見るむきもある。一方、これをクレメンスがローマ教会の権威を他教会に及ぼそうとしたのであって、ローマ教会が常時そのような役割を果たしていたとは考えない学者もいる。
伝統的にクレメンスに帰された「クレメンスの第二の手紙」は、今日では2世紀半ばごろの成立と推測され、クレメンスの作ではないと考えられている。
死についての詳細は不明であるが、彼も初期のローマ司教たちと同じように殉教したと推測される。ローマ帝国の版図となっていたクリミア半島のケルソネソスで致命したという伝承があり、既にキリスト教が黒海沿岸のギリシア植民市に広まっていたことが示されている。ただしこの地域におけるキリスト教は、ルーシ内陸部にまでは定着しなかったとされる。
この頃はまだ、ニカイア公会議で決議された三位一体について定式化されていない。しかし、三位一体の初期形体は、1世紀の終わり頃に、クレメンスが書いた書簡の中に現れているとする説もある。彼は、キリスト教徒のコミュニティの一部に堕落が存在する理由について尋ねている。
「私たちにはひとりの神、ひとりのキリスト、私たちに恵みを注がれたひとりの霊があるではありませんか。キリストにあって召しはひとつではありませんか？」(クレメンスの手紙1。46:6)と書いている。
ただしクレメンス自身は「熱烈な祈りと請願をもって、宇宙の創造者が最愛のみ子イエス・キリストを通し、全世界にいるご自分の選民の過不足のない数をそのままに保たれることを懇願します。あなたが唯一の神であられ、イエス・キリストがみ子であることをすべての国民が理解しますように」と述べ、父を唯一の神とし、イエスが神に遣わされた者であるとの理解であった。